# New Zealand Cross (1999)

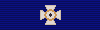
Band der Medaille

Das New Zealand Cross (NZC) ist Neuseelands höchste zivile Tapferkeitsauszeichnung und wurde durch eine königliche Urkunde am 20. September 1999 geschaffen. Sie hat den gleichen Rang wie das Victoria Cross for New Zealand; die nächstniedrige Auszeichnung ist der New Zealand Bravery Star. Die Ordensstiftung ist Teil der Bestrebungen, die bislang auch in Neuseeland verwendeten britischen Auszeichnungen durch eigene neuseeländische zu ersetzen. 
Der Orden kann in Anerkennung von „Taten großen Mutes in Situationen extremer Gefahr“ verliehen werden, und zwar auch posthum. Er ist eine zivile Auszeichnung, obgleich er unter bestimmten Umständen auch Mitgliedern der Streitkräfte Neuseelands verliehen werden kann, wenn die zu ehrende Tat außerhalb von Kriegseinsätzen erfolgte. Die militärischen Tapferkeitsauszeichnungen Neuseelands können dagegen nur für Taten „bei Kampfeinsätzen während eines Krieges oder kriegerischer Auseinandersetzungen (einschließlich Missionen zur Friedenserhaltung)“ verliehen werden.
Mehrfache Verleihungen werden durch Balken auf dem Ordensband angezeigt. Die Träger der Auszeichnung können nach ihrem Nachnamen das Kürzel NZC führen.
Der Orden ersetzt das George Cross als Auszeichnung für Taten in Neuseeland oder mit ehrender Anerkennung durch Neuseeland.
Das Design des Ordenskreuzes basiert auf dem New Zealand Cross von 1869, jedoch wurde die Bandfarbe verändert, um Verwechselungen mit dem Victoria Cross zu vermeiden.
Das silberne Tatzenkreuz ist 52 mm hoch und 38 mm breit mit einem sechsspitzigen goldenen Stern an jedem Ende. Im Zentrum stehen sich in einem goldenen Farnkranz die Worte „New Zealand“. Das Kreuz wird von einer goldenen Königskrone gekrönt, die mit einem Ring und einem V-förmigen Draht an einem Balken aufgehängt ist. Dieser ist mit goldenen Farnblättern geschmückt, durch die das Band hindurchgeführt ist. Auf der Rückseite der Medaille steht die Inschrift „FOR BRAVERY - MO TE MAIA“.
Das Band der Auszeichnung ist dunkelblau.

## Träger der Medaille
Die Medaille wurde bislang nur viermal vergeben, und zwar im Jahre 1999 an:
- Jacinda Margaret Amey[3] für die Rettung eines Kollegen am 24. April 1992 nach einem Haiangriff beim Schnorcheln vor Campbell Island.
- Reginald John Dixon[3] für die Rettung von Passagieren nach dem Absturz eines Flugzeuges von Ansett New Zealand am 9. Juni 1995 in den Tararua Ranges nahe Palmerston North. Dixon half trotz eigener Verletzungen mehreren anderen Passagieren, aus dem Flugzeug zu kommen. Er erlitt durch ein plötzliches Feuer schwere Brandverletzungen und starb später im Krankenhaus.
- Naeem Rashid (posthum)
- Abdul Aziz Wahabzadah